# آزتك

إمبراطورية الآزتك في 1519 في أميركا الوسطى.

الأزتيك كانت حضارة في أمريكا الوسطى ازدهرت في وسط المكسيك في فترة ما بعد الكلاسيكية بين عامي 1300 و1521. شمل شعب الأزتيك مجموعات عرقية مختلفة في وسط المكسيك، وخاصة تلك المجموعات التي تتحدث لغة الناواتل والذين سيطروا على أجزاء كبيرة من أمريكا الوسطى من القرن الرابع عشر إلى القرن السادس عشر. نُظمت ثقافة الأزتك في دول على شكل دول مدن (altepetl)، والتي انضم بعضها لتشكيل تحالفات أو اتحادات سياسية أو إمبراطوريات. كانت إمبراطورية الأزتك عبارة عن اتحاد كونفدرالي لثلاث دول تأسست عام 1427: تينوختيتلان، عاصمة مكسيكا أو تينوتشكا وتيتزكوكو وتلاكوبان، التي كانت في السابق جزءًا من إمبراطورية تيبانيك، التي كانت قوتها المهيمنة أزكابوتزالكو. على الرغم من أن مصطلح الأزتيك غالبًا ما يقتصر بشكل ضيق على ميكسيكا تينوختيتلان، فهو يُستخدم أيضًا على نطاق واسع للإشارة إلى سياسات ناهوا أو شعوب وسط المكسيك في عصر ما قبل التاريخ، وكذلك العصر الاستعماري الإسباني (1521-1821). لطالما كانت تعريفات الأزتك موضوعًا للمناقشة العلمية منذ أن أسس العالم الألماني ألكسندر فون هومبولت الاستخدام الشائع لها في أوائل القرن التاسع عشر.
تشترك معظم المجموعات العرقية في وسط المكسيك في فترة ما بعد الكلاسيكية في السمات الثقافية الأساسية لأمريكا الوسطى. لا يمكن القول أن العديد من الخصائص التي تميز ثقافة الأزتك تقتصر على شعب الأزتك. للسبب نفسه، من الأفضل فهم فكرة "حضارة الأزتك" باعتبارها أفقًا خاصًا لحضارة أمريكا الوسطى العامة. تشمل ثقافة وسط المكسيك زراعة الذرة، والتقسيم الاجتماعي بين النبلاء (البيبيلتين) والعامة (الماسيهوالتين)، والبانثيون (بما في ذلك التيزكاتليبوكا والتلالوك والكويتزالكواتل)، والنظام التقويمي لزيوبوهوالي المكون من 365 يومًا مقحمًا مع تقويم تونالبوهوالي المكون من 260 يومًا. تشمل الأمور الخاصة بميكسيكا تينوختيتلان الإله الراعي هويتزيلوبوتشتلي، والهرمين التوأم، والأنماط الخزفية المعروفة باسم الأزتك الأول إلى الأزتك الرابع.
منذ القرن الثالث عشر، كان وادي المكسيك مركزًا للكثافة السكانية وصعود دول المدن. وصل المكسيكيون فيما بعد إلى وادي المكسيك، وأسسوا دولة مدينة تينوختيتلان على جزر صغيرة غير واعدة في بحيرة تيكسكوكو، وأصبحت فيما بعد القوة المهيمنة لتحالف الأزتك الثلاثي أو إمبراطورية الأزتك. كانت إمبراطورية وسعت هيمنتها السياسية إلى ما هو أبعد من وادي المكسيك، حيث غزت دول المدن الأخرى في جميع أنحاء أمريكا الوسطى في أواخر فترة ما بعد الكلاسيكية. نشأت في عام 1427 كتحالف بين مدن تينوختيتلان وتيكسكوكو وتلاكوبان؛ التي تحالفت مع بعضها لهزيمة ولاية تيبانيك في أزكابوتزالكو، التي كانت تسيطر في السابق على حوض المكسيك. سرعان ما هبطت أهمية تيكسكوكوو تلاكوبان إلى شراكة صغيرة في التحالف، مع قوة تينوختيتلان المهيمنة. وسعت الإمبراطورية نطاقها من خلال مزيج من الغزو التجاري والعسكري. لم تكن أبدًا إمبراطورية إقليمية حقيقية تسيطر على الأراضي من خلال حاميات عسكرية كبيرة في المقاطعات التي تم غزوها، بل هيمنت على دول المدن العميلة لها في المقام الأول عن طريق تثبيت حكام ودودين في الأراضي المحتلة، وبناء تحالفات زواج بين السلالات الحاكمة، وتوسيع أيديولوجية الإمبراطورية إلى دول المدن العميلة. دفعت دول المدن العميلة الضرائب، وليس جزيةً لإمبراطور الأزتك، هيوي تلاتواني، في استراتيجية اقتصادية تحد من التواصل والتجارة بين الأنظمة السياسية النائية، ما جعلها معتمدةً على المركز الإمبراطوري للحصول على السلع الفاخرة. وصل النفوذ السياسي للإمبراطورية إلى أقصى الجنوب في أمريكا الوسطى، حيث قهرت الأنظمة السياسية جنوبًا حتى تشياباس وغواتيمالا وامتدت عبر أمريكا الوسطى من المحيط الهادئ إلى المحيط الأطلسي.
وصلت الإمبراطورية إلى أقصى حد لها في عام 1519، قبل وصول مجموعة صغيرة من الغزاة الإسبان بقيادة هيرنان كورتيس. تحالف كورتيس مع دول المدن المعارضة للمكسيكا، ولا سيما تلاكسكالتيكا الناطقة باللغة الناهيوتل بالإضافة إلى الأنظمة السياسية المكسيكية المركزية الأخرى، بما في ذلك تيكسكوكو، حليفها السابق في التحالف الثلاثي. بعد سقوط تينوختيتلان في 13 أغسطس 1521 والقبض على الإمبراطور كواوتيموك، أسس الإسبان مدينة مكسيكو على أنقاض تينوختيتلان. من هناك، شرعوا في عملية الغزو ودمج شعوب أمريكا الوسطى في الإمبراطورية الإسبانية. مع تدمير البنية الفوقية لإمبراطورية الأزتك في عام 1521، استخدم الإسبان دويلات المدن التي بنيت عليها إمبراطورية الأزتك، لحكم السكان الأصليين عبر النبلاء المحليين. تعهد هؤلاء النبلاء بالولاء للتاج الإسباني وتحولوا، على الأقل اسميًا، إلى المسيحية، وفي المقابل، تم الاعتراف بهم كنبلاء من قبل التاج الإسباني. عمل النبلاء كوسطاء لنقل الضرائب وجلب العمالة لأسيادهم الجدد، ما سهل تأسيسي الحكم الاستعماري الإسباني.
تُعرف ثقافة وتاريخ الأزتك في المقام الأول من خلال الأدلة الأثرية الموجودة في الحفريات مثل تلك التي قام بها تيمبلو مايور الشهير في مكسيكو سيتي؛ من كتابات السكان الأصليين ومن روايات شهود العيان من قبل الغزاة الإسبان مثل كورتيس وبرنال دياز ديل كاستيلو؛ وخاصة من أوصاف القرنين السادس عشر والسابع عشر لثقافة وتاريخ الأزتك التي كتبها رجال الدين الإسبان والأزتيك المتعلمون باللغة الإسبانية أو لغة الناهيوتل، مثل المخطوطة الفلورنسية الشهيرة ثنائية اللغة (الإسبانية والناهواتل) والمكونة من اثني عشر مجلدًا والتي أنشأها الراهب الفرنسيسكاني برناردينو دي ساهاغون، بالتعاون مع مخبرين من السكان الأصليين للأزتك. كان من المهم للناهوا تدريب الكُتاب الأصليين بعد الغزو على كتابة النصوص الأبجدية بلغة الناواتل، وذلك بشكل أساسي للأغراض المحلية في ظل الحكم الاستعماري الإسباني. في أوجها، كانت ثقافة الأزتك تتمتع بتقاليد فلسفية وأسطورية ودينية غنية ومعقدة، بالإضافة إلى إنجازات معمارية وفنية رائعة.

## تاريخ
لقد أسس الأزتك مدينة تينوتشتيتلان عاصمة دولتهم في عام 1325م، وقد أرتقى أكامبيتشتلي أول ملك لهم على العرش عام 1376م، وجاء من بعده 12 ملكا، وكان آخرهم الملك مونتيزوما الثاني ثم ابن أخيه كواتيموك، حيث تم قتلهما على يد الغازي الأسباني إرنان كورتيس.
حكمت إمبراطورية الأزتك منذ سنة 1376م، وحتى 1521م عندما غزاها الأسبان. وهذه الإمبراطورية كانت أساس حضارة الأزتك. وكانت الإمبراطورية تحكم من وادي المكسيك ووسطها حتى شرق خليج المكسيك وجنوبا لجواتيمالا.
بنى شعب الأزتك المدن الكبري والمعابد الدينية والمباني الإدارية والسياسية. وكانت تينوتشتيتلان Tenochtitlán العاصمة وكان مكانها موقع مدينة مكسيكو حاليا. وكانت تعد أكبر مدينة في العالم عندما غزاها الأسبان في أوائل القرن 16م. وكان بها معبد ضخم وقصر الملك والعديد من القنوات، ولكنها دمرت على يد الأسبان إلا أن حضارتها ظلت لها تأثيرها على الثقافة المكسيكية.
شعب الأزتك آخر عشائر البرابرة التي دخلت وادي المكسيك بالأمريكتين بالقرن 12م. وكانت العاصمة تينوتشتيتلان بها هرم من أعظم أهرامات الأزتك ويمثل إله الحرب وقاعدته مساحتها 700 قدم مربع، وارتفاعه 300 قدم وبه درج يتكون من 340 درجة وفي نهايته فوق القمة يوجد برجان كل برج من ثلاثة طوابق وبه مذبح للقرابين البشرية التي كان الكهنة يقدمونها، ويحتوي الهرم في جوانبه علي كوات (فتحات) كل كوة ترمز ليوم من أيام السنة (أنظر :مايا). وكثير من المكسيكيين المعاصرين من الأزتك يتكلمون اللغة القديمة. ويوجد مليون مكسيكي ما زالوا يتكلمون ناهواتل Nahuatl لغة الأزتك القومية.
في مدينة مكسيكو تجري الحفريات للكشف عن حضارة الأزتك. حيث كان شعب الأزتك يطلق عليه شعب مكسيكا Mexica أو تنوتشكا Tenochca. واسم أزتك مشتق من كلمة آزتلان Aztlán التي في أساطير مكسيكا. وكان شعب آزتلان يوجد بشمال غرب وادي المكسيك.
قبل قيام الأزتك كان وادي المكسيك مركزا لحضارة متطورة. فمنذ سنة 100 م. حتي 650 م كان الوادي به مدينة تيوتيهواكان وكانت مركزا لدولة سياسية ودينية واقتصادية قوية.
بعد أفول نجم حضارة هذه المدينة هاجر شعب التولتك من الشمال لوسط المكسيك مكونا دولة قوية حيث قامت حضارة التولتك Toltec civilization التي بلغت ازدهارها ما بين القرنين 10 و11 ق.م.
وفي القرن 13م هاجم التشيتشيمك Chichimec وادي المكسيك واستولوا على مدن التولتك. واندمجوا بثقافتهم مع ثقافة التولتك مكونين حضارة الأزتك المبكرة. وكان مجتمع الأزتك يقوم على الزراعة ويعيش حسب التعاليم الدينية في كل مناحي الحياة.

## ميثولوجيا
كان الأزتك يعبدون آلهة تمثل قوي الطبيعة التي لها تأثيرها علي الاقتصاد الزراعي لديهم، وكانت مدنهم بها الأهرامات الحجرية العملاقة وفوق قممها المعابد وكان يقدم بها القرابين البشرية للآلهة، ولأنه شعب زراعي فقد كان يعبد قوي الطبيعة، فإتخذوا هذه القوي آلهة، فعبدوا إله الشمس ويتزيلوبوتشتلي Huitzilopochtli، والذي كان يعتبر إله الحرب أيضا. وكان لديهم إله المطر تلالوك Tlaloc وإله الريح.
وكان الأزتك يعتقدون أن الآلهة الخيرة والنافعة، لابد أن تظل قوية لتمنع الآلهة الشريرة من تدمير العالم لهذا السبب كانوا يقدمون لها الأضاحي البشرية، وكان معظمهم من أسري الحرب. وكانوا يعتقدون أن إله المطر تلالوك يفضل ضحاياه من الأطفال.
كانت طقوس التضحية في مواعيد كانوا يحسبونها حسب النجوم لتحديد وقت خاص لكل إله، وكانت الضحية تصعد لقمة الهرم حيث كان الكاهن يمدده فوق فوق حجر المذبح وينتزع قلب الضحية ويرفعه عاليا للإله الذي يجري تكريمه، ثم يضع القلب وهو ينبض ليشوي في النيران المقدسة، وأحيانا كان الضحايا الكثيرون يقتلون مرة واحدة ففي عام 1487م قتل كهنة الأزتك 80 ألف أسير حرب لتكريس إعادة بناء معبد الشمس مدينة تينوتشتيتلان.
وكان الكهنة يظنون أنهم ينالون رضا الآلهة بالصوم أو جرح أنفسهم، وكان منهم من كان يدير مدارس لتعليم الكهنوت الأطفال الذين سيصبحون كهنة. من أهم أعمال الكهنة تحديد الأيام السعيدة لشن الحروب أو القيام بالأعمال، وكان يوجد أجندة دينية مكونة من 260 يوم عليها هذه المعلومات. كانت الأيام المقدسة لتكريم الآلهة لها أجندة للتقويم الشمسي مكونة من 365 يوم. وهذا التقويم كان متبعا لدي الأولمك والمايا والزابوتك في أمريكا الوسطى. وكان الفن يأخذ طابعا دينيا أو حربيا.

## حضارة
طور الأزتك نظام الري واستعملوا الأسمدة. لم يعرف الفلاحون المحراث ولكنهم كانوا بضعون البذور في حفر صغيرة. وكانوا يصنعون الفخار والسلال. وكانت المرأة تطحن [وضح من هو المقصود ؟] بالرحايا الحجرية.
لم يكن يعرفون العملات المعدنية ولكن كانوا يستعملون حبات الكاكاو والملابس القطنية و[وضح من هو المقصود ؟] في البيع والشراء بها، ولم يكن لدى الأزتك العربات على العجل ولا حيوانات للجر، ولكن كانوا يستعملون قوارب صغير من جذوع الأشجار المحفورة قوارب الكانو أو علي ظهور الحمالين الذين كانوا يسيرون في قوافل وأمامهم التجار، وكانت قوافل الحمالين يحرسها مسلحون، وكان التجار يعملون في الجاسوسية لحساب الإمبراطورية ولاسيما في المدن التي كانوا يبيعون فيها والتي كانت لاتخضع للأزتك.

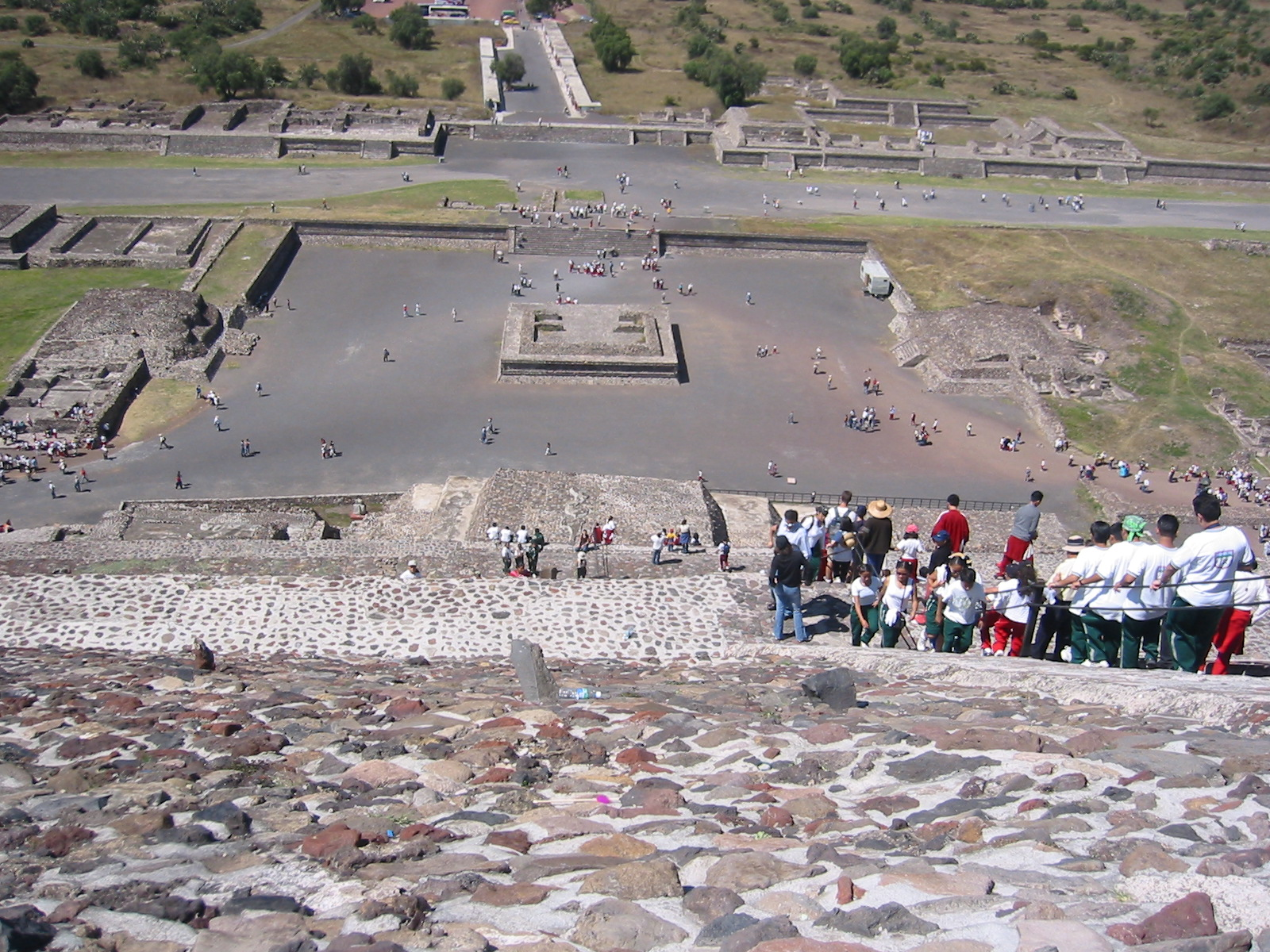
منظر من أعلى هرم من أهرامات الأزتك

## فنون الأزتك
معظم الفن الأزتكي يعبر عن المفاهيم والمنظور الديني، كان يستعمل رسومات فاقعة اللون، وكانت الرسومات فوق الجدران أو ورق لحاء الشجر amatl، ويصور مراسم الاحتفالات الدينية وصور الآلهة.
كانوا يمارسون فن النحت والنقش، فقد نقشوا معبودهم بالنقش الغائر أو بالنحت البارز وكان من هذه الأعمال إظهار الآلهة أو تسجيل الضحايا المقدسة. من أشهر تماثيل الأزتك حجر التقويم الذي يزن 22 طن وقطره 3,7 متر، ويمثل الكون والعالم بالنسبة للأزتك، ففي وسط الحجر منقوش صورة وجه الشمس ويحيط بها دوائر مصممة لترمز للأيام والسنوات.
كان الفنانون يصنعون أشكالا للأشخاص والحيوانات في شكل تماثيل صغيرة من الكوارتز وحجر الأبيسديان (زجاج صخري) والياقوت.

## مجتمع وتراث
كان الأزتك يستعملون آلات يدوية بسيطة ليعملوا بها، وكان الشعب لديه مهارة يدوية، فكانت المرأة تغزل ألياف نبات مجواي maguey fibers بمغازل من العصي وفلك المغزل من الطين المجفف. وكن يصبغن الخيوط بألوان زاهية، وينسجنها لمآزر وقيعلت وملابس فضفاضة للرجال وسترات لها اكمام وتنورات طويلة للمرأة بتصميمات وأشكال هندسية مميزة.
كان الصناع المهرة يدويا يعقدون الريش ويصنعون منه الحجاب وغطاء الرأس والبيارق. وكانوا يصنعون الفخار برص طبقات من شرائح الطين فوق بعضها لصنع قدور للتخزين والكؤوس وبلاطات الفرن (عرسة) للخبز وكانت هذه الأواني تشوي في نيران أفران مفتوحة، وكانت حمراء وبيضاء رسم عليها بدقة تصميمات هندسية.
لم يكم لدي الأزنك الحديد والبرونز كما كان في بلدان الشرق الأوسط وكانت آلات التقطيع من حجر الأبسيديان. وعند مجيء الأسبان المستعمرين كانوا يستعملون آلات من النحاس. وكان الأزتك بزينون الحلي والمجوهرات بالذهب الفضة النحاس الزمرد [وضح من هو المقصود ؟] الياقوت. وكانت الفؤوس تصنع شفرتها من الحجر أو النحاس وأيديها من الخشب والمثاقيب من العظام أو البوص.

## الغزو الأسباني
وصلت إمبراطورية الأزتك قمة ازدهارها في عهد Ahuizotl مابين 1486 و1502 للميلاد. عندما وصل الأسبان الخليج المكسيكي بقيادة إرنان كورتيس.